# 吾野村
吾野村（あがのむら）は埼玉県の南西部、入間郡に属していた村。当初は秩父郡所属であった。

## 地理
- 河川：高麗川

## 歴史
- 1889年（明治22年）4月1日 町村制施行により坂石村・坂石町分・南村・南川村・北川村・高山村・坂元村が合併し、秩父郡吾野村が成立する。
- 1921年（大正10年）7月1日 秩父郡から入間郡へ転属する。
- 1955年（昭和30年）11月11日 - 昭和天皇が行幸（地方事情視察の一環）。正丸峠から関東平野を遠望[3]。
- 1956年（昭和31年）9月30日 東吾野村、原市場村とともに飯能市へ編入する。